# 찰리 하워드 사건
찰스 O. 하워드(Charles O. Howard, 1961년 1월 31일 ~ 1984년 7월 7일)는 미국의 살인 사건 피해자로, 1984년 메인주 뱅고어에서 살해 당하였다. 하워드는 남자친구 로이 오그던과 길을 걷던 중, 세 명의 십대 청소년 숀 I. 마브리(16세), 제임스 프랜시스 베인스(15세), 대니얼 네스(17세)에게 동성애자라는 이유로 괴롭힘과 폭행을 당한 뒤 살해되었다. 청소년들은 동성애 혐오 욕설을 외치며 두 명을 뒤쫓다 하워드를 붙잡았고, 수영을 하지 못한다고 애원하는 그를 무시한 채 스테이트 스트리트 다리 아래 켄더스키그천으로 던졌다. 하워드는 익사하였고 남자친구가 현장을 탈출하여 화재 경보기를 울렸다. 찰리 하워드의 시신은 몇 시간 뒤 구조대가 발견하였다.
이 사건은 그 악명이 전국적으로 알려지지는 않았으나, 매튜 셰퍼드 살인 사건과 유사한 방식으로 뱅고어 공동체에 충격을 주었다. 성인이 된 짐 베인스는 후에 메인주의 여러 단체에 자신이 살인에 연루된 사실을 비롯해 편협함이 사람들과 지역 사회에 미칠 수 있는 피해에 대해 이야기하였다. 에드워드 암스트롱이 그의 이야기를 책으로 엮어 《참회: 실화》(Penitence: A True Story)라는 제목으로 출판되었으나 베인스가 책의 인세를 받지는 않았다. 이퀄리티메인(EqualityMaine)의 전신인 메인 레즈비언/게이 정치 연합(Maine Lesbian/Gay Political Alliance)은 부분적으로 하워드의 죽음에 대한 반응으로 결성된 것이다.
뱅고어 시의회와 레즈비언, 게이, 양성애자, 트랜스젠더(LGBT) 공동체 일원들은 켄더스키그천을 따라 증오범죄의 희생자인 찰리 하워드를 기리는 추모비를 세웠다. 2004년 7월 7일에는 하워드를 추모하는 20주기 산책이 열렸다. 메인 스피크아웃 프로젝트(Maine Speakout Project)는 메인주 포틀랜드에 찰리 하워드 기념 도서관(Charlie Howard Memorial Library)을 운영하며 대중에게 개방하고 있다.

## 배경
찰리 하워드는 뉴햄프셔주 포츠머스 출신으로, 체구가 작고 천식을 앓고 있던 금발의 젊은 남성이었다. 어린 시절 종종 놀림을 받았고, 성적 지향 때문에 고등학교에서 왕따를 당하였다. 자신이 조롱받는 모습이 노출되어 가족을 불편하게 만들고 싶지 않아 졸업식에도 참석하지 않았다. 학교 성적이 좋지 않아 대학에는 진학하지 않았다.
찰리는 뉴햄프셔주 포츠머스를 떠나 메인주 엘스워스에 도착하였다. 1984년 1월 맺고 있던 관계가 끝나자 엘스워스를 떠나 메인주 뱅고어로 향하였다.
뱅고어에서 찰리는 폴 노딘과 스콧 해밀턴과 친구가 되었다. 스콧과 폴은 앞날이 보이지 않던 노숙자였던 찰리를 집으로 맞이하였다. 한 달 후 기회를 찾지 못한 찰리에게 스콧과 폴은 포츠머스의 본가로 돌아가 어머니와 새아버지와 함께 살도록 설득하였다.
찰리는 본가에 머물 수 없다는 것을 알게 되어 일주일 동안 지낼 곳이 없었다. 맺었던 잠깐의 관계도 빠르게 끝났다. 찰리는 뱅고어의 두 친구에게 전화를 걸었고, 친구들은 찰리가 아프다는 것을 깨닫고 그가 뱅고어로 돌아오도록 하였다.
돌아온 찰리는 활기를 되찾고 단단한 결심을 가지고 있었고, 유니언 스트리트의 지역 지원 유니테리언 교회와 뱅고어 지원 단체 인터웨이브에 합류하였다. 여기서 그는 새로운 친구를 사귀었고 그의 본 모습 그대로 받아들여졌다. 지원에 대한 보답으로 찰리는 폴과 스콧을 위한 부활절 저녁 식사를 준비하고 집도 장식하였다. 결국 찰리는 교회 근교 퍼스트 스트리트에 있는 아파트를 얻었고 새끼 고양이 한 마리도 입양하였다.
대부분의 동성애자가 여전히 벽장에 갇혀있던 시대였지만 찰리는 벽장을 "나왔고" 심지어 대담하기까지 하였다. 화장을 하고 장신구와 여성 액세서리를 착용하는 등 "여자처럼"(sissying up) 다니고 싶으면 그렇게 하였다. 뮤지컬 《라카지》의 "I Am What I Am"이라는 노래를 부른 것으로도 알려져 있다.
1984년, 많은 사람들이 동성애자에게 관대하지 않았고, 게이 폭행 사건의 피해자들은 피해 사실을 좀처럼 신고하지 않았다. 찰리는 종종 지역 남자 고등학생들에게 괴롭힘을 당했으며 지역의 나이트 클럽에서 남자와 춤을 출 때 떠나달라는 요구를 받기도 하였다. 어느 날 동네 시장에서 한 여성이 찰리를 향해 위협적으로 "이 변태야!", "이 별종아!"라는 등의 욕설을 하였다. 겁에 질린 찰리는 재빨리 자리를 떴지만, 떠나려던 걸음을 멈추고 뒤돌아 키스를 날렸다. 이후 찰리는 낯선 사람을 더욱 경계하게 되었다. 어느 날 아파트를 나서던 그는 문 앞에서 목이 졸려 죽은 자신의 고양이를 발견하였다.

## 1984년 7월 7일
1984년 7월 7일 토요일, 찰리는 인터위브에서 열린 포트럭 만찬에 참석하였다. 오후 10시쯤 남자친구 로이 오그던과 함께 파티를 떠난 그는 우편물을 찾으러 우체국으로 향했다. 찰리와 로이가 스테이트 스트리트를 걸어 올라가 켄더스키그 리버 브리지를 건너기 시작했을 때 고등학생들이 탄 차량이 속도를 줄이기 시작하였다. 차에는 숀 마브리, 짐 베인스, 대니얼 네스를 비롯해 두 소녀가 타고 있었다. 파티에 참석했던 그들은 소녀 중 한 명이 가지고 있던 위조 신분증으로 술을 사러 나온 상태였다. 찰리를 본 소년들은 차에서 내려 그를 뒤쫓기로 하였다. 두 소녀는 차 안에 남아 있었다.
찰리는 예전 사건의 차량을 알아 보고 달리기 시작하였고, 소년들이 욕설을 외치며 추격하였다. 찰리는 천식 때문에 넘어졌고 숨을 쉴 수가 없었다. 로이는 스테이트 스트리트를 따라 더 달려가다 멈춰 서서 사건을 목격하였다.
찰리를 덮친 소년들은 그를 때리고 발로 차기 시작하였다. 베인스는 찰리를 다리 아래로 던져버리라고 소리치며 그의 다리를 잡았다. 베인스와 네스는 찰리를 붙잡고 들어올리기 시작하였다. 생명의 위협을 느낀 찰리는 난간을 붙잡고 수영을 못하니 강물에 던지지 말라고 애원하였다. 소년들은 찰리의 손을 풀고 난간 너머로 그를 던지기 시작했고 마브리가 마지막으로 그를 밀쳤다. 그런 뒤 소년들은 소녀들이 시동을 걸려는 차로 돌아갔다. 로이를 알아 챈 그들은 아무에게도 말하지 말라고 그를 위협하였다. 로이는 도움을 청하기 위해 달려가 스테이트 스트리트에서 처음 발견한 화재 경보기를 작동시켰다.
이윽고 사이렌 소리가 들렸다. 켄더스키그를 유지하는 콘크리트 벽 사이에서 찰리에 대한 즉각적인 수색을 시작하였다. 찰리가 발견된 시각은 새벽 1시였다. 부검 결과 그는 심각한 천식 발작을 일으켜 익사하였다.
파티에 돌아간 소년들은 자신들이 겪은 일을 자랑하였다. 소년들은 찰리를 던진 다리를 "추카호모 다리"라고 불렀다. 다음날 소년 중 한 명이 찰리가 죽었다는 소식을 듣고 자수하였다. 다른 두 소년은 화물열차를 타고 마을을 떠나기로 결정하고나서 더 나은 생각을 하였다. 집으로 돌아온 그들은 체포되었다.

## 여파
소년들은 핸콕 카운티 교도소로 보내졌고 나중에 부모의 감호 하에 풀려났다. 소년범으로 재판을 받은 그들은 1984년 10월 1일 메인 청소년 센터에 21세 생일 전까지 송치되는 처분을 받았다. 뱅고어 데일리 뉴스에 따르면 "베인스는 2년 복무 후 석방되었고, 마브리는 22개월 만에 석방되었다." 찰리 하워드는 메인주 키터리의 오처드 그로브 묘지에 묻혔다. 그의 무덤에는 아무런 표시가 없다.

## 25년 후
25년 후, 뱅고어 데일리 뉴스는 중년 남성이 된 숀 마브리, 짐 베인스, 대니얼 네스의 소재를 파악하여 자신들이 저질렀던 살인에 대한 생각을 묻고자 하였다. 당시 마브리와 네스의 행방을 찾는 데는 실패했으나, 베인스가 여전히 뱅고어에 거주하며 일한다는 사실을 알게 되었다. 소년원에 석방된 뒤 그는 지역 학생들에게 관용에 대하여 주기적으로 이야기하였으며, 메인주의회에 "성적 지향에 따른 차별을 금지하는 법안을 지지"하는 연설을 하기도 하였다. 또한, 그는 1994년 에드 암스트롱과 함께 참회라는 책을 공동 집필하였다. 베인스는 책의 인세를 전혀 받지 않았다. 같은 해 마브리는 자신의 범죄 가담에 대한 후회를 표명하였다. 그는 매일 찰리 하워드를 생각한다고 말하였다.
오늘날, 하워드의 사망 장소에서 가까운 거리에는 추모비가 세워져 있다. 돌에는 다음과 같은 문구가 새겨져 있다. "뱅고어의 시민인 우리는 증오가 평화를 이루고 무지가 이해될 때까지 우리 주변의 세상을 계속 변화시켜 나가기를 바란다"
하워드의 사망 날짜인 7월 7일은 뱅고어에서 다양성의 날로 지정되었다.

### 훼손된 추모비
2011년 5월, 공공 기물 파손자들이 찰리 하워드의 추모비에 페인트 스프레이로 낙서를 하고 동성애 혐오 비방을 써놓았다. 하워드의 가족과 친구들이 훼손된 추모비를 청소하고 다시 헌납하였다.

## 대중 문화
찰리 하워드 살인 사건은 스티븐 킹의 1986년 소설 《그것》의 비슷한 장면에 영감을 주었다. 소설에는 동성애 혐오자 청소년 세 명이 동성애자 청년인 에이드리언 멜런을 다리 아래 켄더스키그로 던지고, 멜런은 그곳에서 소설의 악역인 페니와이즈의 습격을 받아 살해당한다. 2019년 영화로 각색된 《그것: 두 번째 이야기》에서 캐나다 배우 그자비에 돌란이 오프닝 장면에서 에이드리언 멜런을 연기하였다.
마크 도티는 "찰리 하워드의 하강"(Charlie Howard's Descent)이라는 비극에 대한 시를 썼다.
또한 이 살인 사건은 베티 그린의 소설 《스테판 존스의 익사》에 영감을 주기도 하였다.

## 같이 보기
- 성소수자에 대한 폭력

## 참고 문헌

### 서지
- Armstrong, Edward J. (1994).  Penitence: A True Story.  Bangor: Lucie Madden Associates.  ISBN 0-9642473-0-5
- Preston, John.  (1995).  Winter's Light: Reflections of a Yankee Queer.  Hanover NH: University Press of New England.  ISBN 0-87451-674-9
- Carnes, Jim.  (1996).  Us and Them: A History of Intolerance in America.  New York: Oxford University Press.  ISBN 0-19-513125-8
- Gagnon, Dawn "Hate crime memorial plan debated" Bangor Daily News August 26, 2006 (accessed September 8, 2006) A Rose for Charlie.